# 投网

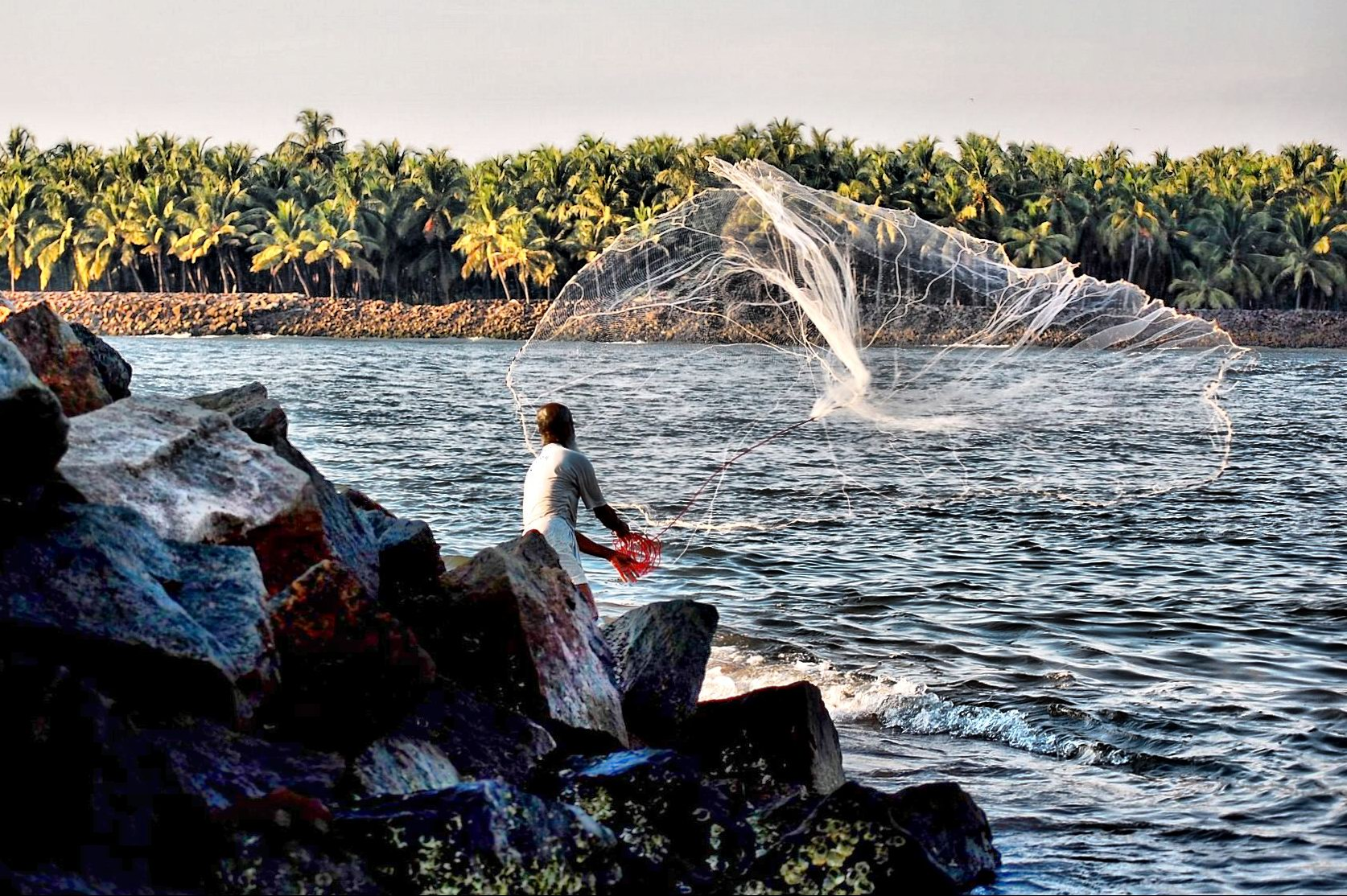
印度渔民在使用投网。

投网是一种捕鱼的渔网。网是圆形的，网的边缘分散着沉子（铅锤）。
渔民拿着网用手投向手中，它会自动下沉。因此，这种捕鱼方法被称为投网。鱼被捕捉之后随着投网一起被拖上来。投网被用来捕捉淡水鱼类和小型海鱼，它已经有上千年的历史。在美国，投网被用来捕捉鲻鱼。

## 方法
当代投网的半径大约是1.2到3.6米。更大半径的投网捕鱼之后只有非常强壮的渔民才能拖动。标准投网有1.2米的脚环。投网边缘的沉子每个约1磅。投网上有一条拉线，一头由渔民手中握着，一头连接投网。当投网捕捉到鱼之后，它会自动紧紧夹住鱼，投网被拖起来，形状就像收起来的雨伞，随后把鱼倒入水桶里。
投网的最佳使用环境是水域深度不超过投网的半径长度，这时候，投网能发挥最大的作用。芦苇会将投网缠结成一团，树枝则会撕开投网。投网使用时，一只手握住拉线，当投网入水之后，两只手抓住渔网。只有职业渔民使用投网才能得心应手。